# عائلة هرمون الدريقي
عائلة هرمون الدريقي هي عائلة من البروتينات المرتبطة من حيث التركيب والوظيفة. والهرمون الدريقي (PTH) في الأساس عبارة عن هرمون عديد الببتيد يشترك في استقلاب الكالسيوم. إن البروتين المرتبط بالهرمون الدريقي (PTH-rP) هو بروتين مرتبط يقوم في الأساس بوظيفة نظير الصماوي وربما يكون له دور صماوي في الإلبان، حيث تم اكتشاف إفراز البروتين المرتبط بالهرمون الدريقي بواسطة الغدد الثديية في الدورة الدموية وزيادة دوران العظام. ويرتبط الهرمون الدريقي والبروتين المرتبط بالهرمون الدريقي بنفس المستقبل المقترن بالبروتين ج.. وتم العثور على البروتين المرتبط شبيه الهرمون الدريقي (PTH-L) في الأسماك مكتملة العظام، التي تحتوي أيضًا على نوعين من الهرمون الدريقي والبروتين المرتبط بالهرمون الدريقي. ويمكن تحديد ثلاث عائلات فرعية: الهرمون الدريقي والبروتين المرتبط بالهرمون الدريقي وشبيه الهرمون الدريقي.

## البروتينات البشرية التي تحتوي على هذا النطاق
الهرمون الدريقي؛ الهرمون الشبيه بالهرمون الدريقي؛